# Herb powiatu sztumskiego
Herb powiatu sztumskiego – jeden z symboli powiatu sztumskiego, ustanowiony 23 sierpnia 2003,

## Wygląd i symbolika
Herb przedstawia na tarczy trójdzielnej w pas w polu środkowym srebrnym obok siebie trzy szyszki zielone ułożone w słup, dwa pozostałe pola czerwone. Herb nawiązuje do barw herbowych austriackich Babenbergów oraz do symboliki powiatu sprzed 1945.